# Elizabeth Macarthur
Elizabeth Macarthur, född 14 augusti 1766 i Bridgerule, Devon, död 9 februari 1850 i Clovelly, Sydney, New South Wales, var en australisk brevskrivare, gift med ämbetsmannen John Macarthur. Hon är en välkänd gestalt i den australiska historien och en centralgestalt i den samtida australiska koloniala politiska eliten.

## Biografi
Elizabeth Macarthur var dotter till bonden Richard Veale. Hennes far tillhörde de mer förmögna bönderna, och hon fick en fin bildning. Hon gifte sig 1788 med John Macarthur. Hon följde 1789 sin make till den nygrundade kolonin New South Wales i Australien, där maken hade fått en militärtjänst. Hennes skildring av resan är en av de mer värdefulla dokumenten om en fångtransport till Australien under denna tid. De nådde Sydney 28 juni 1790.
Macarthur betraktas som den första välutbildade överklasskvinnan i Australien, och hon blev genast centralfiguren i kolonins lilla elit av officerare och administratörer. Paret levde från 1794 på Elizabeth Farm i Parramatta, där de enligt vad som beskrivs efterliknade ett engelskt herrgårdsliv. Hon trivdes i Australien och levde ett lyckligt familjeliv. Som person beskrivs hon som gladlynt och intelligent, med förmågan att anpassa sig och finna glädje i det mesta och engagerad i kolonins utveckling. Den beundran hon omgavs med gjorde att familjen besparades mycket av de repressalier de annars kunde ha råkat ut för på grund av makens deltagande i upproret mot guvernör William Bligh 1808.
På grund av sitt deltagande i resningen blev maken förvisad på åtta år 1809. Hon fick under denna tid själv sköta familjens affärer, som inkluderade Camden Park med dess tvångsarbetare, som ofta mötte strider från aboriginerna: genom hans närvaro i England kunde hon dock sälja ull via honom till England, vilket gjorde australisk ull populärt. Maken återvände till Australien 1817, men paret separerade efter några år på grund av hans misstankar att hon hade varit otrogen under deras separation. 
Hennes brevväxling finns bevarad.